# Senzala

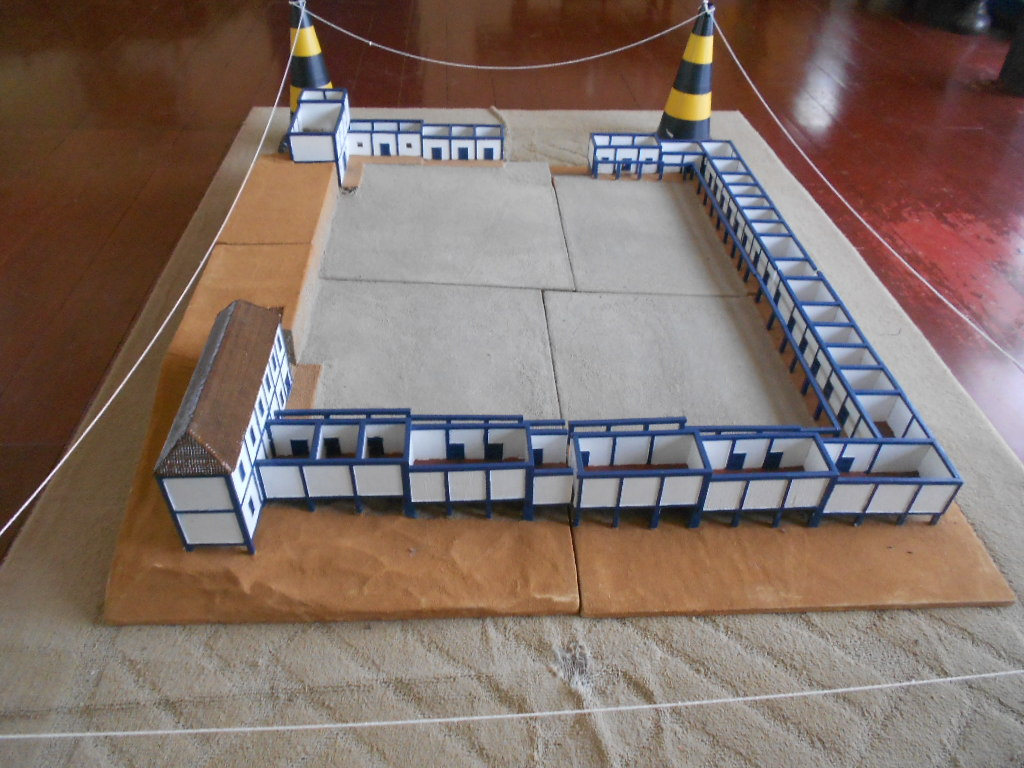
Maqueta representant una senzala en la Hisenda del Cicle del Cafè, a Barra del Piraí, a Rio de Janeiro, al Brasil

La senzala era un gran allotjament que es destinava a l'habitatge dels esclaus en els engenhos i hisendes de Brasil colonial i de l'Imperi del Brasil entre els segles XVI i XIX.

## Etimologia
"Senzala" ve del terme Kimbundu sanzala a través de dissimilació. L'origen del terme és africà, significant el mateix que "casa", "habitatge". És un terme conegut des de la segona meitat del segle XVI.

## Descripció
Era el que Joaquim Nabuco deia ser "el gran colomar negre". Sempre, al seu davant, hi havia un gran tronc amb una corda per a enforcar i colpejar esclaus, anomenada de pelourinho. Com els esclaus eren considerats pels seus senyors maleïts per Déu i éssers sense ànima, els amos d'hisenda es trobaven doncs en el dret de castigar-los i creien que, fent això, guanyarien una benedicció de Déu. A més, infonien por en els esclaus, ja que tots els càstigs eren fets davant de tots els habitants de la senzala. Les senzales tenien grans finestres amb grans reixes i els seus residents només sortien d'allà per a treballar, i anar a missa. Els esclaus pràcticament sempre dormien sobre palla o en el sòl dur de terra batuda. Els homes vivien separats de les dones i dels nens.
Van existir durant tota la fase d'esclavitud (entre els segles XVI i XIX) i eren construïdes en de la unitat de producció (engenho, mina d'or i hisenda de cafè). Les senzales eren magatzems de mida mitjana o gran en què els esclaus passaven la nit. Moltes vegades, els esclaus eren encadenats dintre de les senzales per a evitar les fugides. Acostumaven a ser rústiques, fosques (posseïen poques finestres) i gens confortables. Eren construccions molt simples fetes generalment de fusta i fang i no tenien divisions.

## Actualment
Algunes hisendes de l'interior del Brasil van preservar aquestes senzales, que, avui, són visitades com a llocs turístics. Mostren un aspecte molt important de la història del país: la crueltat amb que els africans van ser tractats durant segles al Brasil. Actualment, algunes antigues hisendes de cafè situades en la Regió Sud-est del Brasil encara conserven senzales que poden ser visitades per turistes. En la Vall del Paraíba, hi ha nombroses propietats rurals utilitzades pel rodatge de telenovel·les, sobretot en els municipis fluminenses de Vassouras, Valença i Cantagalo.